# Xie Xuehong

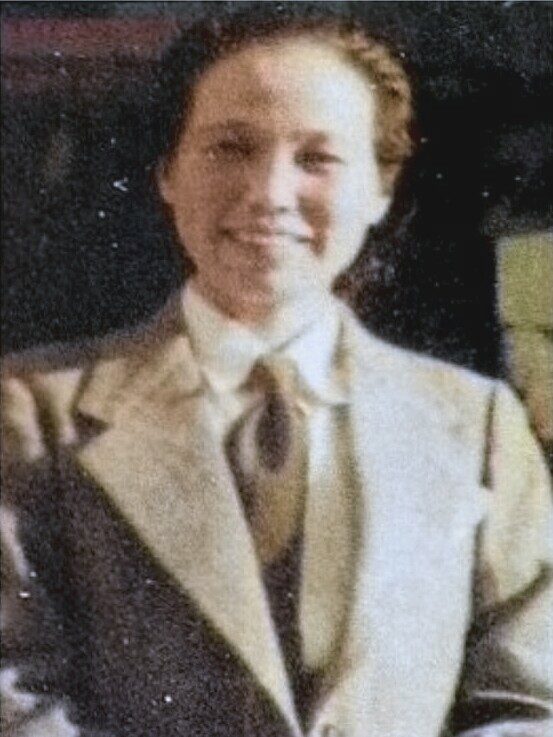
Xie Xuehong

Xie Xuehong (chinesisch 謝雪紅; * am 17. Oktober 1901 im Landkreis Changhua; † am 5. November 1970 in Peking) war eine taiwanische Politikerin und Frauenrechtlerin. Als Gründerin der Kommunistischen Partei Taiwans wurde sie von der Kuomintang verfolgt und floh nach China, wo sie Mitglied der Demokratischen Selbstbestimmungsliga Taiwans (Taimeng) sowie der Kommunistischen Partei Chinas wurde.

## Leben
Xie wurde 1901 als das vierte von sieben Kinder einer Arbeiterfamilie im Landkreis Changhua geboren. Zur Zeit ihrer Geburt gehörte Taiwan als Kolonie zum Japanischen Kaiserreich. Im Laufe ihres Lebens nahm sie zumindest sieben andere Namen an. Im Alter von zwölf Jahren wurde sie von einer anderen Familie angenommen. Als ihre gewalttätige Adoptivfamilie sie zur Heirat mit dem Sohn zwingen wollte, floh Xie aus dem Familienhaus. 1918 heiratete sie Zhang Shumin. Das Paar lebte eine Zeitlang in der japanischen Stadt Kobe, wo Xie von der Demokratie der Taishō-Zeit stark beeinflusst wurde. Kurz nachdem Xie und Zhang sich in China niederließen, ließ sich das Paar scheiden, als Xie entdeckte, dass Zhang schon mit einer anderen Frau verheiratet war. Xie gab danach Nähkurse und verkaufte die Kleider, die sie selbst herstellte.
Xie erlebte die Bewegung des vierten Mai als einen politischen Wendepunkt und schloss sich später Chiang Wei-shuis Widerstandsbewegung gegen die japanische Herrschaft an. Sie studierte Soziologie an der Shanghai-Universität und nahm 1925 an der Bewegung des 30. Mai teil. Im selben Jahr wurde eingeladen, der Kommunistischen Partei Chinas beizutreten, jedoch ist umstritten, ob sie tatsächlich formal Mitglied wurde. Danach setzte Xie ihr Studium in Moskau fort. Sie kehrte 1927 nach China zurück und gründete dort 1928 die Kommunistische Partei Taiwans. Xie führte ihre Ideologie in Chiangs Taiwanische Volkspartei sowie in den Taiwanischen Kulturverband ein, nachdem sie führende Stellungen in beider Organisationen übernahm. Sie glaubte, dass die Aufrechterhaltung einer ausgeprägten taiwanesischen Identität und die Beteiligung der Bourgeoisie den Kommunismus in Taiwan florieren lassen würden. Andere Mitglieder waren damit nicht einverstanden, und Xie wurde 1931 aus der Kommunistischen Partei Taiwans ausgeschlossen. Später im Jahr wurde sie verhaftet und wegen Verbreitung kommunistischen Gedankenguts zu 13 Jahren Gefängnis verurteilt. Jedoch wurde sie 1939 wieder freigelassen, nachdem sie an Tuberkulose erkrankt war.
1945 engagierte sich Xie erneut in der Politik, als die Streitkräften der Kuomintang nach Taiwan ankamen. Sie äußerte die Überzeugung, dass „Taiwan von Taiwanern regiert werden muss“. Im September 1946 gründete sie den Volksverband Taiwans, der im Januar 1947 von der Kuomintang-Regierung aufgelöst wurde. Im Jahre 1947 berief sie die 27 Brigade und nahm aus ihrer Heimatbasis in Taichung am Zwischenfall vom 28. Februar teil, wobei sie die Demonstrierenden zur Gewaltfreiheit aufrief. Drei Wochen später floh sie nach Hongkong, wo sie die Demokratische Selbstbestimmungsliga Taiwans (Taimeng) gründete, bevor sie nach Xiamen umzog. Unter Xies Führung lehnte die Liga die Absichte der Formosan League for Reemancipation ab, die eine formelle Unabhängigkeit oder eine Treuhänderschaft befürwortete. Bei ihrer Gründung unterstützte die Taimeng die Befreiung Taiwans aus der Herrschaft Chiang Kai-sheks und der Kuomintang. In China war Xie im Kommunistischen Jugendverband Chinas sowie als Mitglied der Politischen Konsultativkonferenz des chinesischen Volkes tätig. Jedoch befürwortete sie noch die Unabhängigkeit Taiwans und wurde deswegen während der „Kampagne gegen Rechtsabweichler“ von der Kommunistischen Partei Chinas verfolgt.
Xie starb 1970 in Peking als Opfer der Kulturrevolution. 1986 wurde sie posthum von der Kommunistischen Partei Chinas rehabilitiert.